# Biljal Machov
Biljal Valer'evič Machov (in russo Билял Валерьевич Махов?; in cabardo: Махуэ Билал Валерий и къуэ; trasl. angl. Bilyal Valerievich Makhov; Nal'čik, 20 settembre 1987) è un lottatore e artista marziale misto russo e di origini circasso-cabarde.
Ha praticato sia la lotta libera sia quella greco-romana. Ha vinto la medaglia d'oro ai Giochi olimpici di Londra 2012 nel torneo della lotta libera 120 chilogrammi, a seguito della squalifica per doping dei primi due classificati (l'uzbeco Artur Taymazov e il georgiano Davit Modzmanashvili).
Già plurivincitore in competizioni internazionali, nel settembre 2015 è diventato il primo lottatore in 42 anni a vincere una medaglia ai mondiali sia nella lotta libera che in quella greco romana.
Nel 2015, parallelamente alla carriera di lottatore, ha cominciato a perseguire una carriera nelle arti marziali miste (MMA) firmando un contratto con la promozione statunitense UFC.
Nel settembre 2021, è stato squalificato per quattro anni per doping.

## Carriera nella arti marziali miste

### Ultimate Fighting Championship (2015–presente)
Il 25 aprile 2015 Machov ha annunciato di aver firmato un contratto per più incontri con la Ultimate Fighting Championship e che avrebbe combattuto nella divisione dei pesi massimi. Il russo, 28 anni al tempo della firma, si presentava senza alcuna esperienza nelle MMA ma con un ottimo background nella lotta libera. In precedenza si era già allenato con l'ex campione dei pesi massimi Andrej Arloŭski per migliorarne la lotta libera.

## Palmarès
- Giochi olimpici

Londra 2012: argento nella lotta libera 120 kg.
- Mondiali

Baku 2007: oro nella lotta libera 120 kg
Herning 2009: oro nella lotta libera 120 kg
Mosca 2010: oro nella lotta libera 120 kg
Istanbul 2011: argento nella lotta libera 120 kg
Tashkent 2014: bronzo nella lotta greco-romana 130 kg
Las Vegas 2015: bronzo nella lotta greco-romana 130 kg e nella lotta libera 125 kg
- Europei

Baku 2010: oro nella lotta libera 120 kg